# Норвегія на літніх Олімпійських іграх 1924
Норвегія на літніх Олімпійських іграх 1924 року в Парижі (Франція) була представлена 62 спортсменами (60 чоловіками і 2 жінками), які змагались у 10 видах спорту: легка атлетика, бокс, вітрильний спорт, боротьба, стрільба, плавання, сучасне п'ятиборство, тенніс і мистецькі змагання.
Норвегія вп'яте взяла участь в літній Олімпіаді. Норвезькі спортсмени завоювали 10 медалей: 5 золотих, 2 срібні і 3 бронзові. Збірна Норвегії посіла 7 загальнокомандне місце.

## Медалісти
| Медаль | Спортсмен                                                                      | Вид спорту       | Дисципліна                                                     |
| ------ | ------------------------------------------------------------------------------ | ---------------- | -------------------------------------------------------------- |
| Золото | Отто фон Порат                                                                 | бокс             | понад 79,4 кг                                                  |
| Золото | Христофер Даль Еуген Лунде Андерс Лундгрен                                     | вітрильний спорт | 6 метрів                                                       |
| Золото | Рік Боккелі Гаральд Гаген Інгар Нільсен Карл Рінгвольд Карл Рінгвольд молодший | вітрильний спорт | 8 метрів                                                       |
| Золото | Ейнар Ліберг Оле Ліллое-Ольсен Гаральд Натвіг Отто Олсен                       | стрільба         | 100 метрів, поодинокі постріли по «оленю, що біжить» (команди) |
| Золото | Оле Ліллое-Ольсен                                                              | стрільба         | 100 метрів, подвійні постріли по «оленю, що біжить»            |
| Срібло | Генрік Роберт                                                                  | вітрильний спорт | монотип                                                        |
| Срібло | Ейнар Ліберг Оле Ліллое-Ольсен Гаральд Натвіг Отто Олсен                       | стрільба         | 100 метрів, подвійні постріли по «оленю, що біжить» (команди)  |
| Бронза | Сверре Гансен                                                                  | легка атлетика   | стрибки у довжину, чоловіки                                    |
| Бронза | Сверре Серсдал                                                                 | бокс             | до 79,4 кг                                                     |
| Бронза | Отто Олсен                                                                     | стрільба         | 100 метрів, поодинокі постріли по «оленю, що біжить»           |

За видом спорту
| Медалі за видом спорту | Медалі за видом спорту | Медалі за видом спорту | Медалі за видом спорту | Медалі за видом спорту |
| ---------------------- | ---------------------- | ---------------------- | ---------------------- | ---------------------- |
| Вид                    | 1                      | 2                      | 3                      | Всього                 |
| Стрільба               | 2                      | 1                      | 1                      | 4                      |
| Вітрильний спорт       | 2                      | 1                      | 0                      | 3                      |
| Бокс                   | 1                      | 0                      | 1                      | 2                      |
| Легка атлетика         | 0                      | 0                      | 1                      | 1                      |
| Всього                 | 5                      | 2                      | 3                      | 10                     |

## Бокс
| Спортсмен          | Категорія     | 1/32                       | 1/16                    | Чвертьфінал                 | Півфінал                | Фінал                  | Місце |
| ------------------ | ------------- | -------------------------- | ----------------------- | --------------------------- | ----------------------- | ---------------------- | ----- |
| Олаф Гансен        | до 57,2 кг    | Bye                        | Джекі Філдс (USA) L     | не пройшов                  | не пройшов              | не пройшов             | 9     |
| Гокон Гансен       | до 61,2 кг    | Антон Айхгольцер (AUT) W   | Чарльз Петерсен (DEN) W | Ганс Якоб Нільсен (DEN) L   | не пройшов              | не пройшов             | 5     |
| Крістоффер Нільсен | до 61,2 кг    | Дік Беланд (RSA) L         | не пройшов              | не пройшов                  | не пройшов              | не пройшов             | 17    |
| Едгар Хрістенсен   | до 66,7 кг    | Джузеппе Коласікко (ITA) W | Ел Мелло (USA) L        | не пройшов                  | не пройшов              | не пройшов             | 9     |
| Альф Педерсен      | до 66,7 кг    | Ян Корнеліззе (NED) L      | не пройшов              | не пройшов                  | не пройшов              | не пройшов             | 17    |
| Ейвінд Єнсен       | до 72,6 кг    | Ловіс Меувессен (NED) W    | Гаррі Геннінг (CAN) L   | не пройшов                  | не пройшов              | не пройшов             | 9     |
| Трюгве Стокстад    | до 72,6 кг    | Гаррі Маллін (GBR) L       | не пройшов              | не пройшов                  | не пройшов              | не пройшов             | 17    |
| Сверре Серсдал     | до 79,4 кг    | Фернанд Деларге (BEL) W    | Джон Кідлі (IRL) W      | Том Кірбі (USA) W           | Тюге Петерсен (DEN) L   | Карло Сарайді (ITA) W  | 3     |
| Отто фон Порат     | понад 79,4 кг | N/A                        | Чарльс Жардін (AUS) W   | Ріккардо Бертаззоло (ITA) W | Альфредо Порсіо (ARG) W | Серен Петерсен (DEN) W | 1     |

## Боротьба
Греко-римська боротьба
| Спортсмен        | Категорія  | Раунд 1                    | Раунд 2                  | Раунд 3                   | Раунд 4                 | Раунд 5                | Раунд 6                | Раунд 7               | Раунд 8    | Місце |
| ---------------- | ---------- | -------------------------- | ------------------------ | ------------------------- | ----------------------- | ---------------------- | ---------------------- | --------------------- | ---------- | ----- |
| Свен Мартінсен   | до 58 кг   | Георгіос Зервініс (GRE) W  | Германн Андерсен (DEN) W | Генрі Дірікс (BEL) L      | Вяйньо Іконен (FIN) L   | не пройшов             | не пройшов             | Н/Д                   | Н/Д        | =9    |
| Рагнвальд Олсен  | до 58 кг   | Карло Понте (ITA) W        | Антонін Скопови (TCH) L  | Тео Куені (FRA) W         | Генрі Дірікс (BEL) W    | Вяйньо Іконен (FIN) L  | не пройшов             | Н/Д                   | Н/Д        | =5    |
| Мартін Егеберг   | до 62 кг   | Bye                        | Еден Радвань (HUN) L     | Франтішек Резач (TCH) W   | Конрад Свенссон (SWE) L | не пройшов             | не пройшов             | не пройшов            | не пройшов | =8    |
| Артур Норд       | до 62 кг   | Еден Радвань (HUN) W       | Франтішек Резач (TCH) W  | Волдемар Вялі (EST) W     | Кацутоші Наїто (JPN) W  | Моріс Капрон (FRA) W   | Ерік Мальмберг (SWE) L | Калле Анттіла (FIN) L | не пройшов | 4     |
| Арне Гаупсет     | до 67,5 кг | Оскарі Фріман (FIN) L      | Йоганн Бергманн (AUT) W  | Йозеф Беранек (TCH) W     | Людвіг Сеста (AUT) W    | Альберт Куснец (EST) L | не пройшов             | Н/Д                   | Н/Д        | =5    |
| Ерлінг Міхельсен | до 67,5 кг | Франц Фрізенфельдт (DEN) L | Франсіско Соле (ESP) L   | не пройшов                | не пройшов              | не пройшов             | не пройшов             | Н/Д                   | Н/Д        | =20   |
| Паул Ягрен       | до 75 кг   | Амадео Горгано (ITA) W     | Шандор Конії (HUN) L     | Джузеппе Горлетті (ITA) L | не пройшов              | не пройшов             | не пройшов             | не пройшов            | Н/Д        | =15   |

## Вітрильний спорт
| Спортсмени                                                                     | Клас     | Кваліфікація | Кваліфікація | Кваліфікація | Кваліфікація | Фінал    | Фінал    | Фінал | Фінал |
| Спортсмени                                                                     | Клас     | Заплив 1     | Заплив 2     | Заплив 3     | Разом        | Заплив 1 | Заплив 2 | Разом | Місце |
| ------------------------------------------------------------------------------ | -------- | ------------ | ------------ | ------------ | ------------ | -------- | -------- | ----- | ----- |
| Генрік Роберт                                                                  | монотип  | 1 Q          | 4            | N/A          | N/A          | 2        | 5        | 7     | 2     |
| Христофер Даль Еуген Лунде Андерс Лундгрен                                     | 6 метрів | 3            | 1 Q          | 1 Q          | 5            | 1        | 1        | 2     | 1     |
| Рік Боккелі Гаральд Гаген Інгар Нільсен Карл Рінгвольд Карл Рінгвольд молодший | 8 метрів | 2 Q          | 4            | 1 Q          | 7            | 1        | 1        | 2     | 1     |

## Легка атлетика
| Спортсмен                                              | Дисципліна                  | Гіт       | Гіт   | Чвертьфінал | Чвертьфінал | Півфінал  | Півфінал | Фінал      | Фінал      |
| Спортсмен                                              | Дисципліна                  | Результат | Місце | Результат   | Місце       | Результат | Місце    | Результат  | Місце      |
| ------------------------------------------------------ | --------------------------- | --------- | ----- | ----------- | ----------- | --------- | -------- | ---------- | ---------- |
| Ерлінг Остад                                           | стрибки у довжину, чоловіки | Н/Д       | Н/Д   | Н/Д         | Н/Д         | 6.72      | 4        | не пройшов | не пройшов |
| Кетіл Аскільдт                                         | метання ядра, чоловіки      | Н/Д       | Н/Д   | Н/Д         | Н/Д         | 13.09     | 6        | не пройшов | не пройшов |
| Кетіл Аскільдт                                         | метання диска, чоловіки     | Н/Д       | Н/Д   | Н/Д         | Н/Д         | 43.405    | 3 Q      | 43.405     | 5          |
| Сверре Гансен                                          | стрибки у довжину, чоловіки | Н/Д       | Н/Д   | Н/Д         | Н/Д         | 7.26      | 1 Q      | 7.26       | 3          |
| Сверре Гельгесен                                       | стрибки у висоту, чоловіки  | Н/Д       | Н/Д   | Н/Д         | Н/Д         | 1.83      | 1 Q      | 1.83       | 8          |
| Чарльз Гофф                                            | 400 м, чоловіки             | 53.0      | 2 Q   | 49.2        | 2 Q         | 48.8      | 4        | не пройшов | не пройшов |
| Чарльз Гофф                                            | 800 м, чоловіки             | Н/Д       | Н/Д   | 2:02.1      | 3 Q         | 1:58.4    | 3 Q      | 1:56.7     | 8          |
| Мартін Мелстер                                         | п'ятиборство, чоловіки      | Н/Д       | Н/Д   | Н/Д         | Н/Д         | Н/Д       | Н/Д      | Elim-4     | Elim-4     |
| Нільс Андерсен Йоган Бадендюк Ганс Гундгус Гокон Янсен | 3000 м (команди)            | Н/Д       | Н/Д   | Н/Д         | Н/Д         | 27        | 3        | не пройшли | не пройшли |

## Мистецькі змагання
| Спортсмен        | Категорія  | Твір | Місце |
| ---------------- | ---------- | ---- | ----- |
| Маріус Ульфрстад | музика     |      |       |
| Андерс Свор      | скульптура |      |       |
| Софус Мадсен     | скульптура |      |       |

## Плавання
| Спортсмен   | Дисципліна               | Гіт       | Гіт   | Півфінал  | Півфінал | Фінал      | Фінал      |
| Спортсмен   | Дисципліна               | Результат | Місце | Результат | Місце    | Результат  | Місце      |
| ----------- | ------------------------ | --------- | ----- | --------- | -------- | ---------- | ---------- |
| Свен Таулов | 100 м на спині, чоловіки | 1:24.0    | 1 Q   | 1:24.2    | 5        | не пройшов | не пройшов |

## Стрільба
| Дисципліна                                                                        | Спортсмен                                                 | Фінал | Фінал |
| Дисципліна                                                                        | Спортсмен                                                 | Бали  | Місце |
| --------------------------------------------------------------------------------- | --------------------------------------------------------- | ----- | ----- |
| Галвард Ангорд                                                                    | довільна гвинтівка, 600 метрів                            | 83    | 19    |
| Ейвінд Голмсен                                                                    | трап                                                      | 90    | 19    |
| Олаф Йоганнессен                                                                  | гвинтівка лежачи, 50 метрів                               | 375   | 45    |
| Олаф Йоганнессен                                                                  | довільна гвинтівка, 600 метрів                            | 78    | 41    |
| Ейнар Ліберг                                                                      | швидкострільний пістолет, 25 м                            | 18    | 8     |
| Ейнар Ліберг                                                                      | поодинокі постріли по «оленю, що біжить», 100 м           | 36    | 7     |
| Ейнар Ліберг                                                                      | подвійні постріли по «оленю, що біжить», 100 м            | 70    | 5     |
| Оле Ліллое-Олсен                                                                  | поодинокі постріли по «оленю, що біжить», 100 м           | 33    | 15    |
| Оле Ліллое-Олсен                                                                  | подвійні постріли по «оленю, що біжить», 100 м            | 76    | 1     |
| Оле Ліллое-Олсен                                                                  | трап                                                      | 94    | 11    |
| Гаральд Натвіг                                                                    | поодинокі постріли по «оленю, що біжить», 100 м           | 36    | 7     |
| Гаральд Натвіг                                                                    | подвійні постріли по «оленю, що біжить», 100 м            | 62    | 9     |
| Отто Олсен                                                                        | довільна гвинтівка, 600 метрів                            | 73    | 51    |
| Отто Олсен                                                                        | поодинокі постріли по «оленю, що біжить», 100 м           | 39    | 3     |
| Август Онсруд                                                                     | гвинтівка лежачи, 50 метрів                               | 385   | 26    |
| Август Онсруд                                                                     | довільна гвинтівка, 600 метрів                            | 79    | 35    |
| Віллі Регеберг                                                                    | гвинтівка лежачи, 50 метрів                               | 388   | 18    |
| Олаф Слеттен                                                                      | гвинтівка лежачи, 50 метрів                               | 385   | 26    |
| Мартін Стенерсен                                                                  | трап                                                      | 90    | 19    |
| Олуф Весманн-К'єр                                                                 | подвійні постріли по «оленю, що біжить», 100 м            | 59    | 13    |
| Олуф Весманн-К'єр                                                                 | трап                                                      | 92    | 16    |
| Галвард Ангорд Олаф Йоганнессен Людвіг Ларсен Отто Олсен Віллі Регеберг           | довільна гвинтівка, 300 метрів (команди)                  | 594   | 8     |
| Ейнар Ліберг Оле Ліллое-Олсен Гаральд Натвіг Отто Олсен                           | поодинокі постріли по «оленю, що біжить», 100 м (команда) | 160   | 1     |
| Ейнар Ліберг Оле Ліллое-Олсен Гаральд Натвіг Отто Олсен                           | подвійні постріли по «оленю, що біжить», 100 м (команда)  | 262   | 2     |
| Ейвінд Голмсен Оле Ліллое-Олсен Гаральд Натвіг Мартін Стенерсен Олуф Весманн-К'єр | постріли по глиняних голубах (команда)                    | 336   | 7     |

## Сучасне п'ятиборство
| Спортсмен    | Фінал     | Фінал |
| Спортсмен    | Результат | Місце |
| ------------ | --------- | ----- |
| Лейф Кнудцон | 99.5      | 21    |
| Олівер Сміт  | 87.5      | 16    |

## Тенніс
| Спортсмен                   | Дисципліна                 | 1/64                                   | 1/32                                                                | 1/16                                              | Чвертьфінал                      | Півфінал   | Фінал      | Місце      |
| --------------------------- | -------------------------- | -------------------------------------- | ------------------------------------------------------------------- | ------------------------------------------------- | -------------------------------- | ---------- | ---------- | ---------- |
| Конрад Лангорд              | одиночний розряд, чоловіки | Атар Фізее (IND) L 2–6, 2–6, 3–6       | не пройшов                                                          | не пройшов                                        | не пройшов                       | не пройшов | не пройшов | не пройшов |
| Джек Нільсен                | одиночний розряд, чоловіки | Ерік Тегнер (DEN) W 5–7, 6–4, 6–4, 9–7 | Жан Боротра (FRA) W 6–0, 6–1, 6–2                                   | не пройшов                                        | не пройшов                       | не пройшов | не пройшов | не пройшов |
| Конрад Лангорд Джек Нільсен | парний розряд, чоловіки    | Bye                                    | Саєд Мугаммад / Девід Рутнам (IND) L 2–6, 3–6, 0–6                  | не пройшли                                        | не пройшли                       | не пройшли | не пройшли | не пройшли |
| Каро Даль                   | одиночний розряд, жінки    | Bye                                    | Пенелопа Власто (FRA) L 1–6, 0–6                                    | не пройшла                                        | не пройшла                       | не пройшла | не пройшла | не пройшла |
| Молла Маллорі               | одиночний розряд, жінки    | Bye                                    | Жанна Воссард (FRA) W 6–2, 6–3                                      | Корнелія Боуман (NED) W 9–7, 6–0                  | Гелен Вілс Муді (USA) L 2–6, 3–6 | не пройшла | не пройшла | не пройшла |
| Каро Даль Конрад Лангорд    | змішані пари               | Bye                                    | Лена Валаоріту-Скарамага / Августос Зерлентіс (GRE) L 6–4, 2–6, 2–6 | не пройшли                                        | не пройшли                       | не пройшли | не пройшли | не пройшли |
| Молла Маллорі Джек Нільсен  | змішані пари               | Bye                                    | Марта Дюпонт / Жан Вашер (BEL) W 1–6, 6–3, 6–3                      | Маріон Джессап / Вінсент Річардс (USA) L 3–6, 2–6 | не пройшли                       | не пройшли | не пройшли | не пройшли |

## Фехтування
| Спортсмен                                                     | Дисципліна               | Раунд 1   | Раунд 1 | Раунд 2    | Раунд 2    | Чвертьфінал | Чвертьфінал | Півфінал   | Півфінал   | Фінал      | Фінал      |
| Спортсмен                                                     | Дисципліна               | Результат | Місце   | Результат  | Місце      | Результат   | Місце       | Результат  | Місце      | Результат  | Місце      |
| ------------------------------------------------------------- | ------------------------ | --------- | ------- | ---------- | ---------- | ----------- | ----------- | ---------- | ---------- | ---------- | ---------- |
| Сігурд Акре-Ос                                                | шпага, чоловіки          | 4–4       | 2 Q     | Н/Д        | Н/Д        | 4–5         | 8           | не пройшов | не пройшов | не пройшов | не пройшов |
| Сігурд Акре-Ос                                                | рапіра, чоловіки         | 1–3       | 4       | не пройшов | не пройшов | не пройшов  | не пройшов  | не пройшов | не пройшов | не пройшов | не пройшов |
| Сігурд Акре-Ос                                                | шабля, чоловіки          | Н/Д       | Н/Д     | Н/Д        | Н/Д        | 2–3         | 5           | не пройшов | не пройшов | не пройшов | не пройшов |
| Йоган Фалькенберг                                             | шпага, чоловіки          | 3–6       | 9       | Н/Д        | Н/Д        | не пройшов  | не пройшов  | не пройшов | не пройшов | не пройшов | не пройшов |
| Йоган Фалькенберг                                             | рапіра, чоловіки         | 2–1       | 2 Q     | 2–3        | 4          | не пройшов  | не пройшов  | не пройшов | не пройшов | не пройшов | не пройшов |
| Рауль Гейде                                                   | шпага, чоловіки          | 5–4       | 3 Q     | Н/Д        | Н/Д        | 7–3         | 1 Q         | 5–6        | 7          | не пройшов | не пройшов |
| Фрітьоф Лоренцен                                              | шпага, чоловіки          | 1–8       | 9       | Н/Д        | Н/Д        | не пройшов  | не пройшов  | не пройшов | не пройшов | не пройшов | не пройшов |
| Фрітьоф Лоренцен                                              | рапіра, чоловіки         | 1–2       | 3 Q     | 4–1        | 2 Q        | 2–3         | 4 Q         | 0–5        | 6          | не пройшов | не пройшов |
| Сігурд Акре-Ос Йоган Фалькенберг Рауль Гейде Фрітьоф Лоренцен | командна шпага, чоловіки | 0.5–1.5   | 3       | Н/Д        | Н/Д        | не пройшли  | не пройшли  | не пройшли | не пройшли | не пройшли | не пройшли |